# Tasata taim
Tasata taim är en spindelart som beskrevs av Ramírez 2003. Tasata taim ingår i släktet Tasata och familjen spökspindlar. Inga underarter finns listade i Catalogue of Life.